# Leptochiton boucheti
Leptochiton boucheti är en blötdjursart som beskrevs av Boris I. Sirenko 200. Leptochiton boucheti ingår i släktet Leptochiton och familjen Leptochitonidae. Inga underarter finns listade i Catalogue of Life.